# John Larsson (tidningsman)
Anders John Larsson, född 30 november 1872 i By församling, Kopparbergs län, död 14 juli 1919, var en svensk journalist. 
Larsson studerade vid Dalarnes folkhögskola 1891–1892. Han var medarbetare i frisinnade Söderhamns-Kuriren 1897–1905 samt redaktör och utgivare av Bollnäs-Tidningen, med samma politiska tendens, 1905–1912. Efter att sistnämnda tidning köpts av Högerns förlagsstiftelse grundade han 1912 tidningen Ljusnan, för vilken han var redaktör och ansvarig utgivare till 1916.